# 弗朗西斯科·法夫雷加斯·博施
弗朗西斯科·法夫雷加斯·博施（西班牙語：Francisco Fábregas Bosch，1949年7月1日—），西班牙男子曲棍球运动员。他曾代表西班牙参加1968年、1972年、1976年和1980年夏季奥林匹克运动会曲棍球比赛，其中1980年奥运会获得一枚银牌。